# Tallbīsah
Tallbīsah (arabiska: تلبيسة) är en subdistriktshuvudort i Syrien.   Den ligger i provinsen Homs, i den centrala delen av landet, 150 kilometer norr om huvudstaden Damaskus. Tallbīsah ligger 460 meter över havet och antalet invånare är 38 491.
Terrängen runt Tallbīsah är platt. Runt Tallbīsah är det glesbefolkat, med 14 invånare per kvadratkilometer.. Närmaste större samhälle är Homs, 12,7 kilometer söder om Tallbīsah. 
Runt Tallbīsah är det i huvudsak tätbebyggt.